# Šelpice
Šelpice (in ungherese Selpőc) è un comune della Slovacchia facente parte del distretto di Trnava, nella regione omonima.